# Colli di Scandiano e di Canossa
 (janvier 2024).
Si vous disposez d'ouvrages ou d'articles de référence ou si vous connaissez des sites web de qualité traitant du thème abordé ici, merci de compléter l'article en donnant les références utiles à sa vérifiabilité et en les liant à la section « Notes et références ».
Pour les articles homonymes, voir Canossa (homonymie).
Le Colli di Scandiano e di Canossa est un vignoble de la région Émilie-Romagne doté d'une appellation DOC depuis le 20 septembre 1996. 
L'appellation Colli di Scandiano e di Canossa est subdivisée en sous-appellations selon le 
cépage.
Seuls ont droit à la DOC les vins récoltés à l'intérieur de l'aire de production définie par le décret. 

## Aire de production
Les vignobles autorisés se situent en province de Reggio d'Émilie dans les communes de Albinea, Quattro Castella, Bibbiano, Montecchio, San Polo d'Enza, Canossa, Vezzano sul Crostolo, Viano, Scandiano, Castellarano et Casalgrande ainsi qu'en partie sur le territoire des communes Reggio d'Émilie, Casina, Sant'Ilario d'Enza et Cavriago.

## Vins, appellations
Les appellations sont:
- Colli di Scandiano e di Canossa Cabernet Sauvignon
- Colli di Scandiano e di Canossa Cabernet Sauvignon riserva
- Colli di Scandiano e di Canossa Chardonnay
- Colli di Scandiano e di Canossa Chardonnay frizzante
- Colli di Scandiano e di Canossa Chardonnay spumante
- Colli di Scandiano e di Canossa Lambrusco Grasparossa
- Colli di Scandiano e di Canossa Lambrusco Grasparossa frizzante
- Colli di Scandiano e di Canossa Lambrusco Montericco rosato
- Colli di Scandiano e di Canossa Lambrusco Montericco rosato frizzante
- Colli di Scandiano e di Canossa Lambrusco Montericco rosso
- Colli di Scandiano e di Canossa Lambrusco Montericco rosso frizzante
- Colli di Scandiano e di Canossa Malbo gentile
- Colli di Scandiano e di Canossa Malbo gentile frizzante
- Colli di Scandiano e di Canossa Malbo gentile novello
- Colli di Scandiano e di Canossa Malvasia
- Colli di Scandiano e di Canossa Malvasia frizzante
- Colli di Scandiano e di Canossa Malvasia spumante
- Colli di Scandiano e di Canossa Marzemino
- Colli di Scandiano e di Canossa Marzemino frizzante
- Colli di Scandiano e di Canossa Pinot
- Colli di Scandiano e di Canossa Pinot frizzante
- Colli di Scandiano e di Canossa Pinot spumante
- Colli di Scandiano e di Canossa Sauvignon
- Colli di Scandiano e di Canossa Sauvignon frizzante
- Colli di Scandiano e di Canossa bianco
- Colli di Scandiano e di Canossa bianco classico
- Colli di Scandiano e di Canossa bianco classico frizzante
- Colli di Scandiano e di Canossa bianco frizzante
- Colli di Scandiano e di Canossa bianco spumante
- Colli di Scandiano e di Canossa passito